# Dorottya Szilágyi
Dorottya Szilágyi (* 10. November 1996 in Eger) ist eine ungarische Wasserballspielerin. Sie war Olympiadritte 2021, Weltmeisterschaftszweite 2022, 2024 und 2025 sowie Europameisterschaftsdritte 2020.

## Karriere
Die 1,81 Meter große Dorottya Szilágyi begann bei Dunaújvárosi FVE, von 2018 bis 2020 und seit 2022 spielt sie bei Egri VK. 2023 wurde sie mit Eger ungarische Meisterin.
Bei der Universiade 2017 in Taipeh belegte Szilágyi mit der ungarischen Studentinnen-Auswahl den zweiten Platz hinter der Mannschaft aus den Vereinigten Staaten. Bereits einen Monat vor der Universiade nahm Szilágyi mit der ungarischen Nationalmannschaft an der Weltmeisterschaft in Budapest teil, die Ungarinnen belegten den fünften Platz. 2018 bei der Europameisterschaft in Barcelona verloren die Ungarinnen im Halbfinale gegen die Niederländerinnen mit 7:8. Im Spiel um die Bronzemedaille unterlagen sie den Spanierinnen mit 6:12. Szilágyi erzielte 16 Turniertore, davon zwei im Spiel um den dritten Platz. Im Jahr darauf bei der Weltmeisterschaft 2019 in Gwangju verloren die Ungarinnen nach einer Halbfinalniederlage gegen die Spanierinnen das Spiel um den dritten Platz mit 9:10 gegen Australien. Im Januar 2020 fand die Europameisterschaft in Budapest statt. Wieder unterlagen die Ungarinnen im Halbfinale den Spanierinnen, im Spiel um den dritten Platz besiegten sie die Niederländerinnen mit 10:8. Bei den 2021 ausgetragenen Olympischen Spielen in Tokio besiegten die Ungarinnen im Viertelfinale die Niederländerinnen und unterlagen dann im Halbfinale den Spanierinnen. Das Spiel um Bronze gewannen die Ungarinnen mit 11:9 gegen die Russinnen. Szilágyi warf 12 Turniertore, davon drei im Halbfinale. Es war die erste olympische Medaille für die ungarischen Wasserballspielerinnen, ihre männlichen Kollegen sind mit neun Olympiasiegen die erfolgreichste Wasserballmannschaft.
Bei der Weltmeisterschaft 2022 in Budapest bezwangen die Ungarinnen im Halbfinale die Niederländerinnen mit 13:12. Im Endspiel unterlagen sie der Mannschaft aus den Vereinigten Staaten mit 7:9. Zwei Monate später bei der Europameisterschaft in Split verloren die Ungarinnen im Viertelfinale mit 11:15 gegen die Spanierinnen. In den Platzierungsspielen erreichten sie den fünften Rang. Auch bei der Weltmeisterschaft 2023 unterlagen die Ungarinnen im Viertelfinale den Spanierinnen. Im Spiel um den fünften Platz unterlagen die Ungarinnen der Mannschaft aus den Vereinigten Staaten. Im Januar 2024 bei der Europameisterschaft in Eindhoven belegten die Ungarinnen den fünften Platz. Szilágyi hatte zwar viel Spielzeit im Spiel um den fünften Platz, erzielte aber kein Tor. Einen Monat später bei der Weltmeisterschaft in Doha siegten die Ungarinnen im Viertelfinale gegen die Niederländerinnen und im Halbfinale gegen die Griechinnen jeweils im Shootout. Im Endspiel unterlagen sie der Mannschaft aus den Vereinigten Staaten mit 7:8. Szilágyi erzielte im Halbfinale zwei Tore und war auch im Shootout erfolgreich. Am 6. August 2024 verloren die Ungarinnen im Viertelfinale der Olympischen Spiele in Paris mit 4:5 gegen das US-Team. In den Platzierungsspielen wurden die Ungarinnen Fünfte nach Penaltyschießen gegen die Italienerinnen. Szilágyi verwandelte ihren Penalty im Spiel um den fünften Platz.
2025 bei der Weltmeisterschaft in Singapur besiegten die Ungarinnen im Viertelfinale die Italienerinnen mit 12:9. Im Halbfinale bezwangen sie die Spanierinnen mit 15:9. Das Finale gegen die Griechinnen endete mit 9:12. Im Finale erzielte Szilágyi einen Treffer.